# Amtsgericht Diez

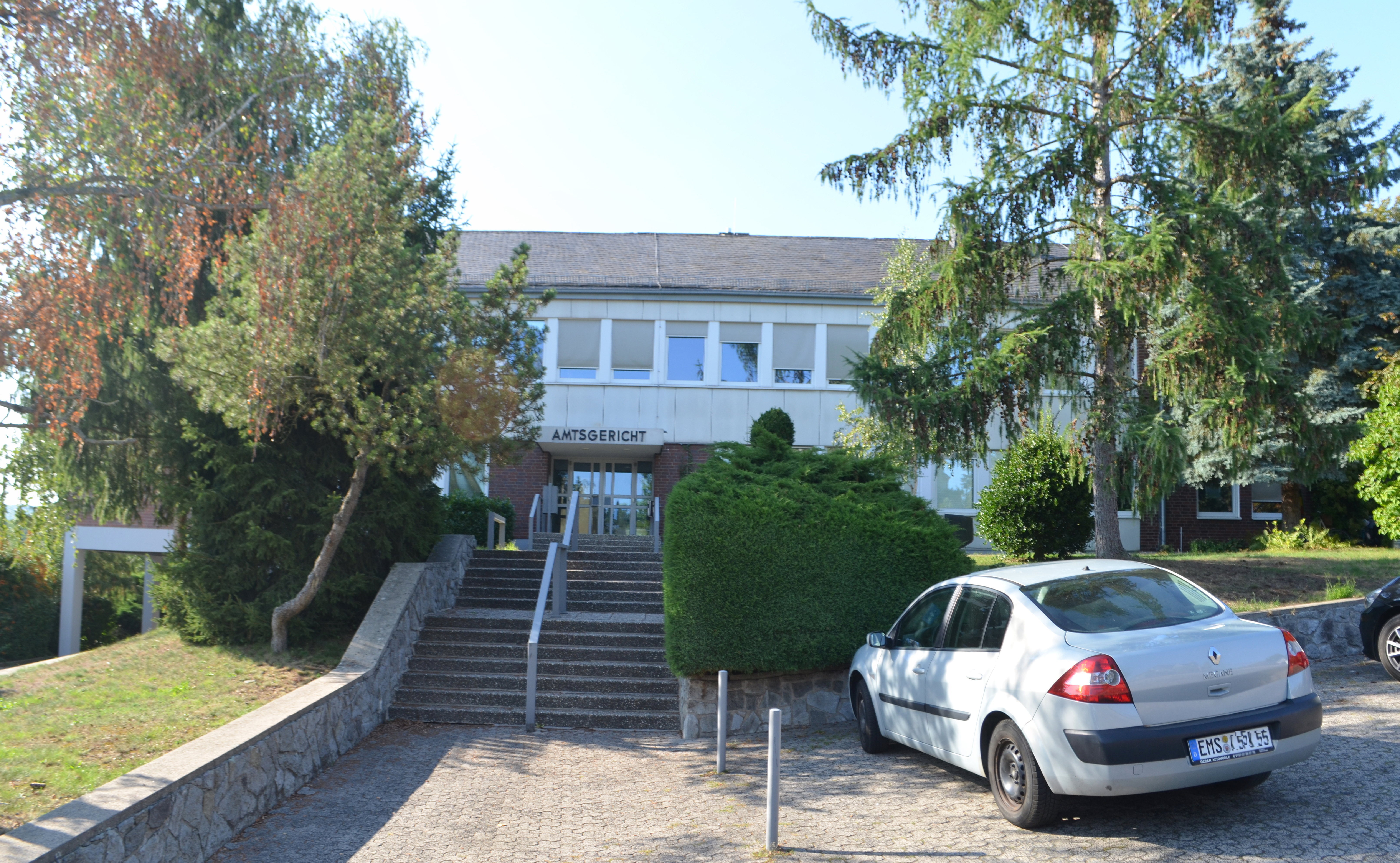
Amtsgericht Diez (2019)

Das Amtsgericht Diez ist ein Gericht der ordentlichen Gerichtsbarkeit in Rheinland-Pfalz mit Sitz in Diez. Das Gericht gehört dem Landgerichtsbezirk Koblenz an. Zuständiges Oberlandesgericht ist das Oberlandesgericht Koblenz. Gegenwärtig sind am Amtsgericht Diez ca. 45 Mitarbeiter beschäftigt.

## Zuständigkeit
Das Amtsgericht ist für alle Angelegenheiten zuständig, die bei einem Amtsgericht anhängig gemacht werden können und ist damit zugleich Zivilgericht, Familiengericht, Grundbuchamt, Betreuungsgericht, Mahngericht, Nachlassgericht und Registergericht.

## Geschichte
Mit § 12 der Verordnung vom 22. Februar 1867 wurde nach der Annexion Nassaus durch Preußen die Trennung von Verwaltung und Justiz angeordnet. Diese war im Herzogtum Nassau nicht gegeben. Die Ämter waren sowohl Verwaltungsbezirke als auch Gerichte erster Instanz. In Diez bestand das Amt Diez. Mit Verordnungen vom 26. Juni 1867 und 21. August 1867 wurde die Justizfunktion den neu geschaffenen Amtsgerichten, darunter dem Amtsgericht Diez übertragen. Das Amtsgericht Diez war zunächst dem Kreisgericht Limburg nachgeordnet. Im Rahmen der Reichsjustizgesetze wurden diese Gerichte 1879 aufgehoben. Das königlich preußische Amtsgericht Diez wurde mit Wirkung zum 1. Oktober 1879 als eines von 14 Amtsgerichten im Bezirk des Landgerichtes Neuwied im Bezirk des Oberlandesgerichtes Frankfurt am Main gebildet. Der Sitz des Gerichts war die Stadt Diez. Sein Gerichtsbezirk umfasste aus dem Unterlahnkreis das Amt Diez ohne den Teil, der dem Amtsgericht Katzenelnbogen zugeordnet war. Am Gericht bestanden 1880 zwei Richterstellen. Das Amtsgericht war damit ein mittelgroßes Amtsgericht im Landgerichtsbezirk. Nach dem Zweiten Weltkrieg wurde das Land Rheinland-Pfalz geschaffen und die Gerichtsorganisation neu geordnet. Das Amtsgericht Diez kam damit zum Landgericht Koblenz.